# Gilles Veinstein
Pour les articles homonymes, voir Veinstein.
Gilles Veinstein, né le 18 juillet 1945 à Paris 7e et mort le 5 février 2013 à Saint-Cloud, est un historien français, spécialiste d'histoire turque et ottomane. Ses recherches sur la Turquie, qui évitent d'évoquer le génocide arménien de 1915, ont fait l'objet de controverses scientifiques, notamment au moment de sa nomination au Collège de France en 1999.

## Biographie
Il fait ses études secondaires aux lycées Janson-de-Sailly et Louis-le-Grand. En 1966, il intègre l'École normale supérieure et obtient l'agrégation d'histoire en 1970. À sa sortie de l'ENS, il prépare sa thèse de troisième cycle comme chef de travaux à la VIe section de l'École pratique des hautes études, devenue en 1975 l'École des hautes études en sciences sociales. En 1977, il devient maître-assistant, puis maître de conférences, à l'EHESS. En 1986, il soutient une thèse d'État, il est nommé directeur d'études.[réf. nécessaire]
En décembre 1998, il est élu professeur au Collège de France, tout en continuant d'enseigner à l'EHESS. De 2010 à 2012, il est membre du conseil d'administration de la Fondation Hugot du Collège de France.
Il appartenait au laboratoire Études turques et ottomanes (ESA 80 32), qui prend le relais des laboratoires d'Alexandre Bennigsen et de Louis Bazin, et associe le Centre national de la recherche scientifique et l'EHESS. Il dirigeait le Centre d'histoire du domaine turc de cette école. En septembre-octobre 2008 il a également été professeur invité au Département d'histoire de l'université du Québec à Montréal .[réf. nécessaire]
Jusqu'à sa mort, Gilles Veinstein a été codirecteur de la revue Turcica, avec Paul Dumont. Il fut membre du comité de rédaction des Cahiers du monde russe, de l'Academia Europaea, du comité des orientalismes du CNRS et du Conseil scientifique des instituts français d’Istanbul et de Tachkent.

## Controverse relative à son élection au Collège de France
Gilles Veinstein est élu professeur au Collège de France par 18 voix contre 15 (et 2 blancs), ce qui constitue un scrutin inhabituellement serré pour une telle élection. Son élection est précédée d'une polémique concernant la teneur de ses propos sur le génocide arménien dans un article commandé par la revue L'Histoire(no 187) pour son dossier consacré à la déportation des Arméniens en 1915 (avril 1995). Gilles Veinstein explique que, bien que n'étant pas spécialiste de cet événement, il a accepté de participer au dossier de la revue L'Histoire « … uniquement à cause du contexte du procès Lewis » (Bernard Lewis a été relaxé deux fois au pénal mais condamné au franc symbolique au civil pour avoir évoqué dans Le Monde « la version arménienne de cette histoire »). Il rappelle dans cet article l'existence des massacres de Turcs perpétrés par les milices arméniennes et juge que le terme « génocide » ne saurait s'appliquer d'une façon incontestable aux massacres d'Arméniens perpétrés par les Turcs en 1915-1916.
Israel Charny, président de l'Institut de recherche sur l'Holocauste, qualifie l'article de Gilles Veinstein « d'exemple clair d'une nouvelle forme extrêmement dangereuse de négationnisme sophistiqué. » Catherine Coquio, présidente de l'Association internationale de recherche sur les crimes contre l'humanité et les génocides (AIRCRIGE,), parle de « la teneur négationniste des propos de Veinstein sur le génocide arménien » et de « perversité du positivisme négationniste ». Enfin Roger W. Smith, professeur américain spécialiste du négationnisme, soutient que les auteurs cités par Gilles Veinstein, comme le Turc Gurun, « ont fait carrière sur la négation du génocide arménien ». « Il omet la plupart des preuves » et relativise l'importance des centaines de témoignages existants.
Gilles Veinstein a alors été défendu par de nombreux historiens et orientalistes, en particulier Robert Mantran, Louis Bazin et Maxime Rodinson, qui partagent son point de vue sur l'inopportunité du terme « génocide », ou encore Michel Cahen, Pierre Chuvin, Alain-Gérard Slama et Pierre Vidal-Naquet, qui considèrent que ses travaux relèvent de la discipline historique et donc de la discussion, contrairement à ceux des véritables négationnistes.

Deux pétitions sont lancées, l'une pour soutenir Gilles Veinstein, l'autre pour s'opposer à sa nomination. La première, rassemblant plus de quatre-vingts signatures et signée principalement par des enseignants-chercheurs de l'EHESS, dont est issu Veinstein, le désavoue toutefois quant à son refus d'employer le terme de génocide. La pétition opposée est signée par une vingtaine d'historiens appartenant à d'autres établissements, dont Jean-Pierre Vernant, professeur honoraire au Collège de France. MM. Cahen et Vidal-Naquet ont indiqué que les arguments de M. Veinstein ne les convainquaient pas. Pierre Vidal-Naquet précise dans une autre intervention : 

« Il est évident que dans le cas du massacre des Arméniens, l’État turc est négationniste. »

Pour le philosophe Pierre Tevanian, le refus de la qualification de « génocide » relève d'une perversion du discours, et participe ainsi à la construction de mythes comme « la question juive » ou « la question arménienne ». Quant à Yves Ternon, auteur du livre Du négationnisme : mémoire et tabou, il estime, en s'appuyant sur les méthodes du comparatisme historique, qu'on est en droit d'appeler négationniste un auteur qui refuse aux massacres des Arméniens le qualificatif de génocide, sans pour autant l'assimiler aux négationnistes du génocide juif. Il analyse les techniques négationnistes à la lumière de l'affaire Veinstein. Inversement, Norman Stone, professeur d'histoire à l'université d'Oxford de 1984 à 1997, puis à l'université Bilkent d'Ankara, a vivement recommandé l'article écrit par Gilles Veinstein dans L'Histoire : « un résumé admirablement impartial des données du débat. »

Dans un entretien au Figaro du 17 mai 2006, Pierre Nora indique : 

« De la part des historiens auxquels vous faites allusion, que ce soit Gilles Veinstein ou Bernard Lewis, il n’y a jamais eu l’expression du moindre négationnisme. Aucun de ces éminents chercheurs n’a jamais nié l’immensité du massacre subi par les Arméniens. Lewis et Veinstein se sont engagés, tour à tour, dans une discussion critique dont l’enjeu n’était aucunement d’être affirmatifs ou définitifs — mais de mettre en perspective ce que l’on appelle, en termes juridiques, un “génocide”. »

En octobre 2008, Claude Lanzmann déclare dans Le Nouvel Observateur : 

« J'approuve Pierre Nora lorsqu'il défend des historiens tels que Bernard Lewis ou Gilles Veinstein et dénonce le “terrorisme intellectuel” dont ils font l'objet. »

Sa nécrologie parue dans Le Monde indique : 

« La blessure de 1998, terrible, ne se referme pas. Déni intellectuel d'une flagrante injustice, le procès médiatique affecte physiquement Veinstein, qui, même lorsque le temps des menaces, des intimidations et du harcèlement s'estompe, reste sur le qui-vive, meurtri par une campagne qui semble ne jamais finir. Pierre Nora (2006) ou Claude Lanzmann (2008) ont beau apporter leur soutien, le savant est miné. La maladie le pousse à la retraite. »

## Recherches
Depuis son élection au Collège de France, Gilles Veinstein et ses collaborateurs ont choisi quatre « grands programmes » de recherche : langues et cultures des peuples turcophones ; sources et histoire des quatre premiers siècles ottomans (du XIVe  au  XVIIIe siècle) ; la fin de l'empire ottoman et l'héritage légué par lui ; les fondements du monde turc contemporain. Ses cours au Collège portent notamment sur la diplomatie ottomane, et plus spécialement sur les relations avec l'Europe chrétienne. Il a rappelé à ce sujet, dans la revue L'Histoire (no 273, février 2003) que l'orientation des Turcs vers l'Europe remonte précisément aux premiers siècles de l'époque ottomane et se traduit, entre autres, par la diplomatie menée à cette époque.
Avec Nicolas Vatin, Gilles Veinstein a rédigé Le Sérail ébranlé, vaste histoire anthropologique et politique du pouvoir ottoman, du XIVe au XVIIIe siècle. Avec Insularités ottomanes, il s'intéresse à la politique maritime de la Sublime porte.

Il a poursuivi son travail sur l'Empire ottoman et l'Europe avec son cours au Collège de France « Istanbul ottomane, carrefour diplomatique » (2007-2008) puis le livre coécrit avec Henry Laurens et John Tolan, L'Europe et l'Islam (2009). Le compte-rendu de la Revue des mondes musulmans et de la Méditerranée estime : 

« La partie médiane [écrite par G. Veinstein], sur l’époque moderne, et pour l’essentiel centrée sur l’empire ottoman, est peut-être la plus novatrice. Un substantiel rappel des événements très denses de la prise de Brousse (1326) au traité de Kütchük Kainardja (1774) rappelle que l’histoire ottomane est d’emblée foncièrement européenne. »

## Publications

### Ouvrages
- Mehmed Effendi. Le paradis des infidèles, Paris, Maspero, coll. « La Découverte », 1981.
- L'Empire ottoman et les pays roumains. 1544-1545, Paris-Cambridge (Massachusetts), éd. de l'École des hautes études en sciences sociales et Harvard Ukrainian Research Institute, 1987.
- État et société dans l'Empire ottoman. La terre, la guerre, les communautés, Londres, Variorum, 1994.
- Leçon inaugurale, Paris, Collège de France, 1999.
- Le Sérail ébranlé. Essai sur les morts, dépositions et avènements de sultans ottomans. XVe – XIXe siècles, Paris, Fayard, 2003.
- L' Europe et l’Islam. Quinze siècles d’histoire, avec Henry Laurens et John Tolan, Paris, Odile Jacob, 2009.
- Autoportrait du sultan ottoman en conquérant, Istanbul-Piscataway (New Jersey), Les éditions Isis/Gorgias Press, 2010.
- Catalogue du fonds ottoman des archives du monastère de Saint-Jean à Patmos. Les vingt-deux premiers dossiers, Athènes, Fondation nationale de la recherche scientifique, 2011 (avec Nicolas Vatin et Elizabeth Zachariadou).
- Les Esclaves du sultan chez les Ottomans. Des mamelouks aux janissaires, XIVe – XVIIe siècles, Les Belles Lettres, 2020.

### Direction d'ouvrages
- Passé turco-tatar, présent soviétique, Mélanges en l'honneur d'Alexandre Bennigsen (codirection avec Ch. Lemercier-Quelquejay, E. S. Wimbush), éditions Peeters et éditions de l'École des Hautes Études en Sciences Sociales, 1986
- Les Ordres mystiques dans l'islam. Cheminement et situation actuelle, éd. de l'ÉHÉSS, 1986
- En Asie centrale soviétique. Ethnies, Nations, États (codirection avec R. Dor), numéro spécial des Cahiers du monde russe et soviétique, XXII, janvier-mars 1991, éditions de l’École des Hautes Études en Sciences Sociales, Paris, 1991
- Salonique, 1850-1918. La « ville des Juifs » et le réveil des Balkans, éd. Autrement, Paris, 1992.
- Soliman le Magnifique et son temps. Actes des IXe rencontres de l’École du Louvre, (7-10 mars 1990), La Documentation française, Paris, 1992
- Bektachiyya. Études sur l’ordre mystique des Bektachis et les groupes relevant de Hadji Bektach (codirection avec A. Popovic), éd. Isis, Istanbul, 1995, 476 p.
- Les Ottomans et la mort. Permanences et mutations, éd. Brill, Leyde, 1996
- Les Voies de la sainteté dans l’islam et le christianisme, numéro thématique de la Revue de l’histoire des religions, 215, 1, janvier-mars 1998, 186 p.
- Histoire des hommes de Dieu dans l'islam et le christianisme (codirection avec Dominique Ionia-Prat), éd. Flammarion, 2003
- Insularités ottomanes, Institut français d'études anatoliennes / éd. Maisonneuve et Larose, 2004
- Syncrétisme et hérésies dans l'Orient seldjoukide et Ottoman. XIVe – XVIIIe siècle. Actes du colloque du Collège de France, octobre 2001, Paris-Louvain-Dudley (Massachusetts), Peeters, coll. Varia Turcica, 2005.
- Merchants in the Ottoman Empire (codirection avec Suraiya Faroqhi), Paris-Louvain-Dudley (Massachusetts), Peeters, coll. Varia Turcica, 2008.
- François Georgeon, Nicolas Vatin et Gilles Veinstein, avec la collaboration d'Elisabetta Borromeo, Dictionnaire de l’Empire ottoman, Fayard, 2015, 1332 pages.

### Articles
Gilles Veinstein a contribué dans de nombreuses publications spécialisées en histoire. Une liste de ces articles est présente sur le site du Collège de France. Outre les textes présentant l'état de ses recherches, il a également publié des articles de vulgarisation dans la revue L'Histoire.